# Малкольм Нільссон
Малкольм Йоган Генрік Нільссон Сефквіст (швед. Malkolm Johan Henrik Nilsson Säfqvist, нар. 3 серпня 1993, Стокгольм, Швеція) — шведський футболіст, воротар клубу «Юргорден».

## Ігрова кар'єра
Малкольм Нільссон народився у Стокгольмі але виріс і почав займатися футболом у місті Гальмстад. У 2010 році він почав свої виступи у молодіжній команді місцевого клубу «Гальмстад». У 2013 році воротаря почали залучпти до тренувань першої команди. Дебютну гру в онсові Нільссон провів у Кубку Швеції у березні 2013 року. Другу половину того сезону воротар провів в оренді у клубі Дивізіону 1 «Лунд».
Першу половину сезону Нільссон також провів в оренді у клубі «Естерс». А в останньому турі того сезону воротар дебютував в основі «Гальмстада» у матчі Аллсвенскан.
У вересні 2020 року Нільссон продовжив дію контракту з клубом. Та в тому ж сезоні виграв турнір Супереттан. Сезон 2022 року «Гальмстад» знову проволив в Супереттан і травні у матчі проти «Вестероса» Нільссон забив гол у доданий час. За результатами того сезону він був визнаний кращим воротарем Супереттан.
Після закінчення сезону 2023 року Малкольм Нільссон перейшов до столичного «Юргодена».

## Досягнення
Гальмстад
- Переможець Супереттан: 2020

Індивідуальні
- Кращий воротар Супереттан: 2022